# 로런 애시

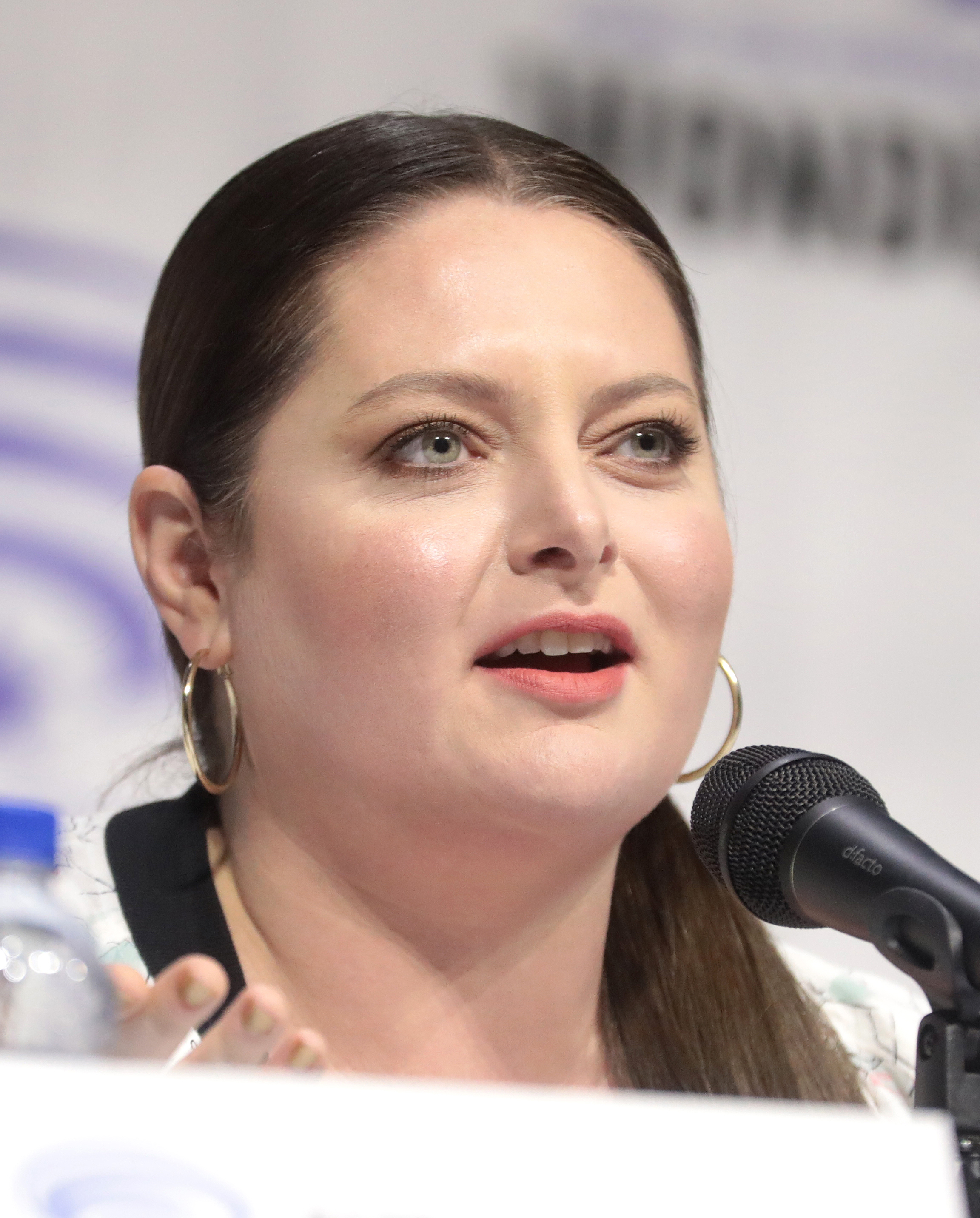
2019년 원더콘에서

로런 애시(영어: Lauren Ash, 1983년 2월 4일 ~ )는 캐나다의 배우이다.
벨빌에서 태어났다.

## 출연 작품

### 영화
- 내겐 너무 사랑스러운 그녀 (2007) - 홀리 역
- Dirty Singles (2014)

### 텔레비전
- 수퍼 펀 나이트 (2013-14)
- 슈퍼스토어 (2015-21)